# One in a Million (1936)
One in a Million ist ein US-amerikanisches Filmmusical mit Sonja Henie aus dem Jahr 1936. Die Regie führte Sidney Lanfield.

## Handlung
Tad Spencer strandet mit seiner Showtruppe in den Schweizer Alpen, nachdem das Grand Hotel, in dem sie auftreten sollten, abgebrannt ist. Tad beobachtet die junge Greta Müller beim Eislaufen und ist der Überzeugung, mit einem Eisballett Erfolg haben zu können. Er kann Greta dazu bringen eine Probevorstellung in einem Casino in St. Moritz zu geben, für die er 950 Franken erhalten soll.
Der amerikanische Reporter Bob Harris untersucht für seine Reportage den Hotelbrand. Gerüchten zufolge soll das Feuer gelegt worden sein, um einen europäischen Minister zu töten. Seinen Fotografen Danny Simpson beauftragt er, den finsteren Verdächtigen Ratoffsky zu verfolgen. Bob versucht zudem mit Greta anzubandeln. Er findet heraus, dass Gretas Vater Heinrich 1908 Olympiasieger im Eislaufen war, sein Sieg aber aberkannt wurde, weil er Geld für Eislaufunterricht angenommen hatte. Für die anstehenden Olympischen Spiele wurde Greta von ihrem Vater trainiert. Bob folgt der Truppe nach St. Moritz und warnt Greta vor einem möglichen Ausschluss bei den Spielen wegen ihres Engagements. Greta ist Bob für seine Warnung Dankbar und kehrt mit ihm in einem Pferdeschlitten zurück.
Bei den Olympischen Spielen siegt Greta. Sie weigert sich, mit Spencer nach New York zu gehen, um dort Profi zu werden. Spencer erpresst sie damit, dem Olympia-Komitee von ihrem Auftritt in St. Moritz zu erzählen. Gretas Vater gibt die Medaillen selber an das Komitee zurück, als er von dem Auftritt seiner Tochter erfährt. Mit Spencer versucht Bob dem Sekretär des Komitees die Situation zu erklären. Der Sekretär Sir Fredrick Brooks entpuppt sich als der ehemalige Verdächtige, der als Ratoffsky inkognito die Schweizer Alpen bereist hat.
Da Greta kein Geld für ihren Auftritt in St. Moritz erhalten hat und Spencer alle Ausgaben bestritten hat, sieht Brooks Gretas Olympiastatus als Amateurin für bewiesen an. Nun reist die Truppe mit Greta als neuem Star nach New York, um dort im Madison Square Garden aufzutreten.

## Hintergrund
Die norwegische Eiskunstläuferin Sonja Henie entschied sich nach dem Ende ihrer beispiellosen Erfolgsserie mit drei Olympiasiegen, zehn Weltmeisterschaftstiteln und sechs Europameisterschaftstiteln Mitte 1936 für eine Karriere beim Film. Nach harten Verhandlungen um Konditionen unterschrieb sie schließlich bei 20th Century Fox für eine Gage von 100.000 US-Dollar und Star-Billing, Konditionen, die bislang noch keinem anderen Neuschauspieler zugebilligt worden waren. Der Erfolg ihres Debüts in One in a Million, der fast 2.000.000 US-Dollar an der Kinokasse einspielte, führte zu einem neuen Filmvertrag, der ihre Gage auf 125.000 US-Dollar pro Film garantierte und die Zusicherung des sogenannten First Billing, wonach ihr Name vor jedem anderen Schauspieler angekündigt würde.
Das Studio entwickelte für Henie eine ganz spezielle Form des Revuefilms mit spektakulären Showeinlagen in Form von Eisrevuen. Dazu musste eine besondere Kamera entwickelt werden, um die extrem schnellen Bewegungen der Eisläufer ohne Verzerrung aufnehmen zu können. Darüber hinaus war es notwendig, das Eis für die Revueszenen besonders zu präparieren. Dazu wurde eine oberste Schicht von milchfarbenem Eis aufgetragen, um die Aufnahmen zu erleichtern. Auch musste stets ein hauchdünner Wasserfilm gewährleistet werden, da nur so verhindert werden konnte, dass Eisstücke bei Bremsmanövern und schnellen Wendungen herumschleuderten und die Aufnahme verdarben.
In Österreich kam der Film im Jahr 1937 unter dem Titel Die Eisprinzessin in den Verleih.

## Musik
Im Verlauf der Handlung werden folgende Musiknummern vorgetragen. Die Eisrevuenummern von Sonja Henie sind gesondert gekennzeichnet.
- The Moonlight Waltz (Revuenummer)
- We’re Back in Circulation Again
- Lovely Lady in White (Eisrevuenummer)
- Who’s Afraid of Love?
- One in a Million (Eisrevuenummer)

## Auszeichnungen
Bei der Oscarverleihung 1937 erhielt der Film eine Nominierung in der Kategorie
- Beste Tanzregie